# Hickam Air Force Base
Hickam Air Force Base er en af det amerikanske luftvåbens flybaser, og ligger i Pearl Harbor ved Honolulu på øen Oahu i Hawaii i USA. Den deler landingsbane med den civile Honolulu International Airport.
Under det japanske angreb på Pearl Harbor i 1941 led Hickam Field, som det hed dengang, store skader og mange fly blev ødelagt. 189 døde og 303 blev sårede.
Flybasen er opkaldt efter oberstløjtnant Horace Meek Hickam.
21°20′57.37″N 157°56′28.29″V / 21.3492694°N 157.9411917°V